# رامز ديلاليتش
رامز ديلاليتش (بالبوسنوية: Ramiz Delalić)‏ (15 فبراير 1963 - 27 يونيو 2007)، هُو عميد بوسني شغل منصب قائد اللواء الجبلي التاسع في سراييفو في جيش جمهورية البوسنة والهرسك خلال حرب البوسنة والهرسك. قُتل ديلاليتش رميا بالرصاص أمام شُقته في 27 يونيو 2007 في مبنى وسط العاصمة سراييفو.